# Orderrouting
Mit Orderrouting bezeichnet man die elektronische Übermittlung einer Wertpapierorder an einen Handelsplatz (Börse).
Orderroutingsysteme sind beispielsweise:
Xontro: ein Orderrouting- und Handelssystem für Wertpapiergeschäfte, das im Parketthandel der Wertpapierbörsen in Deutschland eingesetzt wird.
Vestima: Orderroutingsystem für Investmentfonds